# آمار اقتصادی

نمونه آمار

آمار اقتصادی (انگلیسی: Economic statistics) موضوعی در آمار کاربردی است که مربوط به جمع‌آوری، گردآوری داده، تحلیل داده‌ها و انتشار داده‌های اقتصادی می‌باشد. داده‌های مربوط به آمار اقتصادی اغلب شامل داده‌هایی از اقتصاد منطقه، کشور یا گروهی از کشورها باشد. آمار اقتصادی ممکن است بعنوان یک زیرشاخه از آمار رسمی، توسط سازمان‌های دولتی نیز منتشر گردد.